# Coptomia compacta
Coptomia compacta är en skalbaggsart som beskrevs av Pouillaude 1915. Coptomia compacta ingår i släktet Coptomia och familjen Cetoniidae. Inga underarter finns listade i Catalogue of Life.